# Campeonato Descentralizado 1975
El Campeonato Descentralizado 1975 fue la XLIX edición del torneo y se jugó con 18 equipos. Los equipos ubicados entre los seis primeros jugarían una liguilla para definir al campeón. Como el torneo siguiente se jugaría sólo con 16 equipos, ningún equipo fue ascendido, y dos fueron descendidos. El criterio para el descenso fue el siguiente, el equipo que quedara ubicado en la última posición descendería automáticamente, y el peor equipo departamental, descenderían automáticamente a la Copa Perú 1976; esta regla no se aplicó para los clubes de Lima.
El campeón y el subcampeón clasificaban automáticamente a la Copa Libertadores 1976, si en caso dos equipos terminaban ubicados en el segundo lugar, deberían jugar un play-off para definir al clasificado, cosa que al final sí ocurrió.
El campeón fue Alianza Lima quien ganó su decimoquinto título y se clasificaría a la Copa Libertadores 1976, mientras que el subcampeón fue el Alfonso Ugarte quien también clasificó a la Copa Libertadores 1976 luego de derrotar a Universitario en un partido extra. 
Los equipos que descendieron a la Copa Perú 1976 fueron el Atlético Grau (quien terminó en el último lugar) y el Unión Tumán (quien terminó como el peor de los equipos de Lambayeque, único departamento con doble representación excluyendo Lima).

## Sistema de competición
Todos los equipos se enfrentarían en una liguilla en partidos de ida y vuelta. Y los equipos ubicados entre los seis primeros lugares se enfrentarían entre sí en otra liguilla en un solo partido y con la misma cantidad de puntos obtenidos en la liguilla anterior, y al final el equipo que más puntos obtuviese sería el campeón y clasificaría automáticamente a la Copa Libertadores 1976, el subcampeón también clasicaría automáticamente a la Copa Libertadores 1976, en caso de que el segundo lugar fuese compartido, los dos equipos ubicados en el segundo lugar jugarían un único partido para definir al segundo clasificado a la Copa Libertadores 1976. El equipo que menos puntos obtuviese descendía automáticamente a la Copa Perú 1976, y el peor equipo departamental también descendía automáticamente; esta última regla no se aplicaba para los equipos de Lima, sólo se aplicaba para los equipos departamentales en los departamentos en los que hubiese dos o más equipos.
Se otorgaban 2 puntos por partidos ganados, 1 punto por partidos empatados, y 0 puntos por partidos perdidos.

## Ascensos y descensos
| Posición | Ascendidos                          |
| -------- | ----------------------------------- |
| -        | Sin equipos ascendidos (Ley #22555) |

| Posición | Descendidos del Descentralizado 1974 |
| -------- | ------------------------------------ |
| 17º      | Walter Ormeño (Lig. Promoción)       |
| 19º      | FBC Piérola (Lig. Promoción)         |
| 20º      | Atlético Barrio Frigorífico          |
| 22º      | Unión Pesquero                       |

## Equipos participantes
- Alfonso Ugarte.
- Alianza Lima.
- Atlético Chalaco.
- Atlético Grau.
- Carlos Mannucci.
- Cienciano.
- CNI.
- Defensor Lima.
- Deportivo Junín.
- Deportivo Municipal.
- Juan Aurich.
- León de Huánuco.
- Melgar.
- Sport Boys.
- Sporting Cristal.
- Unión Huaral.
- Unión Tumán.
- Universitario.

## Tabla de posiciones
| Pos. | Equipos          | Pts. | PJ | PG | PE | PP | GF | GC | DG  |
| ---- | ---------------- | ---- | -- | -- | -- | -- | -- | -- | --- |
| 1    | Alianza Lima     | 50   | 34 | 19 | 12 | 3  | 62 | 25 | +37 |
| 2    | Alfonso Ugarte   | 45   | 34 | 19 | 7  | 8  | 65 | 39 | +26 |
| 3    | Universitario    | 42   | 34 | 16 | 10 | 8  | 43 | 38 | +5  |
| 4    | FBC Melgar       | 38   | 34 | 12 | 14 | 8  | 48 | 39 | +9  |
| 5    | Juan Aurich      | 37   | 34 | 12 | 13 | 9  | 36 | 26 | +10 |
| 6    | Deportivo Junín  | 37   | 34 | 15 | 7  | 12 | 57 | 52 | +5  |
| 7    | Atlético Chalaco | 35   | 34 | 13 | 9  | 12 | 50 | 39 | +11 |
| 8    | Sporting Cristal | 35   | 34 | 12 | 11 | 11 | 35 | 35 | 0   |
| 9    | Carlos Mannucci  | 34   | 34 | 12 | 10 | 12 | 40 | 44 | -4  |
| 10   | Sport Boys       | 32   | 34 | 9  | 14 | 11 | 20 | 24 | -4  |
| 11   | Dep. Municipal   | 31   | 34 | 9  | 13 | 12 | 41 | 45 | -4  |
| 12   | Unión Huaral     | 31   | 34 | 10 | 11 | 13 | 42 | 48 | -6  |
| 13   | CNI              | 31   | 34 | 11 | 9  | 14 | 40 | 50 | -10 |
| 14   | Defensor Lima    | 29   | 34 | 8  | 13 | 13 | 37 | 51 | -14 |
| 15   | Unión Tumán      | 28   | 34 | 9  | 10 | 15 | 41 | 41 | 0   |
| 16   | Cienciano        | 28   | 34 | 10 | 8  | 16 | 44 | 53 | -9  |
| 17   | León de Huánuco  | 27   | 34 | 6  | 15 | 13 | 30 | 55 | -25 |
| 18   | Atlético Grau    | 22   | 34 | 8  | 6  | 20 | 31 | 58 | -27 |

|  | Clasificados a la Liguilla Final 1975 |
|  | Descendidos a la Copa Perú 1976       |

#### Resultados
| Local \ Visitante   | UGA | ALI | CHA | GRA | CAM | CIE | CNI | DEF | JUN | MUN | AUR | LEO | MEL | SBA | CRI | HUA | TUM | UNI |
| ------------------- | --- | --- | --- | --- | --- | --- | --- | --- | --- | --- | --- | --- | --- | --- | --- | --- | --- | --- |
| Alfonso Ugarte      |     | 0–0 | 2–0 | 2–0 | 5–0 | 3–1 | 2–0 | 4–1 | 4–2 | 1–0 | 3–0 | 5–0 | 0–0 | 2–0 | 3–0 | 2–0 | 2–2 | 3–0 |
| Alianza Lima        | 2–0 |     | 1–1 | 4–1 | 1–1 | 7–0 | 6–0 | 4–1 | 1–1 | 2–0 | 0–0 | 1–0 | 4–1 | 0–0 | 2–2 | 0–3 | 3–2 | 2–1 |
| Atlético Chalaco    | 2–3 | 0–1 |     | 4–0 | 5–1 | 3–0 | 1–2 | 3–1 | 4–0 | 1–1 | 0–0 | 4–2 | 2–1 | 0–0 | 1–0 | 0–0 | 3–0 | 3–0 |
| Atlético Grau       | 0–1 | 1–4 | 1–1 |     | 1–0 | 1–0 | 2–1 | 1–1 | 3–0 | 0–0 | 0–0 | 0–0 | 1–1 | 0–1 | 1–0 | 2–2 | 0–2 | 0–3 |
| Carlos A. Mannucci  | 3–2 | 0–0 | 0–1 | 1–1 |     | 3–2 | 3–1 | 1–2 | 0–0 | 2–0 | 2–1 | 1–1 | 1–0 | 0–1 | 0–1 | 4–1 | 2–0 | 1–1 |
| Cienciano           | 7–1 | 0–1 | 3–0 | 3–0 | 0–0 |     | 3–0 | 1–1 | 1–1 | 2–0 | 1–0 | 2–2 | 1–2 | 1–0 | 0–1 | 3–1 | 0–1 | 1–1 |
| CNI                 | 1–1 | 0–2 | 1–1 | 1–2 | 1–1 | 5–1 |     | 0–0 | 1–1 | 1–0 | 1–1 | 1–0 | 2–1 | 2–1 | 2–0 | 2–1 | 4–0 | 1–1 |
| Defensor Lima       | 2–3 | 1–3 | 1–3 | 2–3 | 0–0 | 0–3 | 2–0 |     | 1–0 | 0–1 | 3–2 | 0–0 | 0–2 | 1–1 | 0–3 | 1–1 | 2–0 | 1–1 |
| Deportivo Junín     | 2–1 | 1–0 | 1–1 | 4–2 | 2–1 | 2–1 | 4–1 | 1–2 |     | 5–1 | 2–1 | 3–1 | 1–1 | 3–1 | 0–0 | 5–1 | 2–0 | 1–2 |
| Deportivo Municipal | 2–2 | 2–3 | 3–1 | 4–1 | 0–1 | 2–2 | 1–1 | 4–0 | 4–1 |     | 0–4 | 5–1 | 1–1 | 1–0 | 2–1 | 0–1 | 0–0 | 1–1 |
| Juan Aurich         | 2–0 | 2–1 | 0–0 | 1–0 | 0–1 | 4–0 | 1–0 | 0–0 | 0–1 | 3–0 |     | 1–1 | 1–0 | 0–2 | 1–0 | 2–2 | 0–0 | 0–0 |
| León de Huánuco     | 1–1 | 0–0 | 1–0 | 3–2 | 2–1 | 3–1 | 1–3 | 1–6 | 0–2 | 0–0 | 0–0 |     | 0–2 | 0–2 | 1–1 | 0–0 | 0–0 | 0–1 |
| Melgar              | 2–0 | 1–1 | 3–2 | 2–0 | 4–2 | 2–2 | 2–2 | 1–1 | 2–0 | 1–1 | 3–1 | 2–2 |     | 1–0 | 0–1 | 1–1 | 4–1 | 1–1 |
| Sport Boys          | 1–1 | 0–1 | 1–0 | 1–0 | 1–2 | 0–1 | 0–1 | 0–0 | 0–1 | 1–1 | 0–0 | 1–1 | 1–1 |     | 1–1 | 0–0 | 1–1 | 0–0 |
| Sporting Cristal    | 2–1 | 1–1 | 0–2 | 2–0 | 1–2 | 1–1 | 3–1 | 0–3 | 3–2 | 1–1 | 2–1 | 2–2 | 0–0 | 0–1 |     | 0–0 | 1–0 | 2–0 |
| Unión Huaral        | 2–0 | 1–2 | 4–1 | 2–0 | 2–0 | 2–0 | 2–1 | 3–0 | 2–6 | 1–1 | 0–0 | 1–2 | 1–1 | 0–1 | 1–2 |     | 3–2 | 0–2 |
| Unión Tumán         | 2–4 | 1–1 | 1–0 | 4–2 | 1–1 | 2–0 | 2–0 | 0–0 | 5–2 | 2–1 | 0–1 | 2–1 | 5–0 | 0–0 | 0–0 | 2–0 |     | 1–2 |
| Universitario       | 0–1 | 0–1 | 4–0 | 1–3 | 3–2 | 1–0 | 1–0 | 1–1 | 4–0 | 1–1 | 1–6 | 2–1 | 0–2 | 1–0 | 2–1 | 3–1 | 1–0 |     |

## Liguilla Final
| Pos. | Equipos          | Pts. | PJ | PG | PE | PP | GF | GC | DG  |
| ---- | ---------------- | ---- | -- | -- | -- | -- | -- | -- | --- |
| 1    | Alianza Lima (C) | 57   | 39 | 22 | 13 | 4  | 69 | 28 | +41 |
| 2    | Alfonso Ugarte   | 51   | 39 | 22 | 7  | 10 | 75 | 46 | +29 |
| 3    | Universitario    | 51   | 39 | 20 | 11 | 8  | 51 | 41 | +10 |
| 4    | FBC Melgar       | 42   | 39 | 14 | 14 | 11 | 55 | 47 | +8  |
| 5    | Juan Aurich      | 41   | 39 | 14 | 13 | 12 | 54 | 40 | +14 |
| 6    | Deportivo Junín  | 37   | 39 | 15 | 7  | 17 | 60 | 62 | -2  |

|  | (C): Campeón y Clasificado a la Copa Libertadores 1976. |
|  | Clasificado a la Copa Libertadores 1976                 |

#### Resultados
| Local \ Visitante | ALI | UGA | JUN | AUR | MEL | UNI |
| ----------------- | --- | --- | --- | --- | --- | --- |
| Alianza Lima      |     | 3–1 | 2–0 | —   | —   | 0–0 |
| Alfonso Ugarte    | —   |     | 2–1 | 3–1 | —   | 0–2 |
| Deportivo Junín   | —   | —   |     | 0–1 | 1–3 | —   |
| Juan Aurich       | 2–1 | —   | —   |     | 0–3 | —   |
| Melgar            | 0–1 | 0–4 | —   | —   |     | —   |
| Universitario     | —   | —   | 2–1 | 2–1 | 2–1 |     |

|                          |
| Campeón Nacional         |
| Alianza Lima 15.° título |

## Goleadores
| Jugador   | Jugador               | Goles | Equipo                    |
| --------- | --------------------- | ----- | ------------------------- |
| Peruano   | José Leyva            | 25    | Alfonso Ugarte            |
| Peruano   | Ángel Avilés          | 19    | Deportivo Junín           |
| Peruano   | Juan Rivero           | 17    | Alianza Lima              |
| Peruano   | Gerónimo Barbadillo   | 16    | Defensor Lima             |
| Peruano   | Juan José Oré         | 16    | Universitario de Deportes |
| Peruano   | Manuel Lobatón        | 14    | Atlético Chalaco          |
| Peruano   | Ernesto Neyra         | 14    | Alfonso Ugarte            |
| Peruano   | Juan del Águila       | 13    | CNI de Iquitos            |
| Peruano   | Víctor Calatayud      | 13    | Juan Aurich               |
| Peruano   | Reynaldo Jaime        | 13    | Sporting Cristal          |
| Argentino | Miguel Ángel Canziani | 12    | FBC Melgar                |
| Peruano   | Jorge Bolívar         | 12    | Juan Aurich               |
| Peruano   | Attilio Escate        | 11    | Atlético Grau             |
| Peruano   | Juan Tardío           | 11    | Cienciano                 |
| Peruano   | Pedro Ruiz            | 11    | Unión Huaral              |
| Peruano   | Freddy Ravello        | 10    | Deportivo Municipal       |
| Peruano   | Félix Suárez          | 10    | Atlético Chalaco          |
| Peruano   | Jorge Jaramillo       | 10    | Carlos A. Mannucci        |

## Reconocimientos

### Premios anuales
| Premio                     | Ganador                                   |
| -------------------------- | ----------------------------------------- |
| Mejor Equipo               | Alianza Lima                              |
| Bota de Oro                | César Cueto (Alianza Lima)                |
| Entrenador del año         | Marcos Calderón (Alianza Lima)            |
| Portero del año            | José González Ganoza (Alianza Lima)       |
| Jugador extranjero del año | Rubén Techera (Universitario de Deportes) |
| Jugador joven del año      | Gerónimo Barbadillo (Defensor Lima)       |
| Jugador veterano del año   | Julio Meléndez (Juan Aurich)              |
| Jugador revelación         | José Leyva (Alfonso Ugarte)               |